# Acer Liquid
Acer Liquid (nome in codice A1 o S100) è il primo smartphone Android prodotto da Acer.
Nei primi 4 mesi del 2010 sono stati venduti oltre 250 000 esemplari, riscuotendo così un ottimo e inaspettato successo.

## Caratteristiche
Lo smartphone è dotato di un touchscreen di tipo capacitivo (come iPhone), 256 MiB di RAM e di un processore Snapdragon, la cui frequenza standard è di 1 GHz. Acer ha preferito però abbassarla a 768 MHz per garantire una miglior durata della batteria.
Sono inoltre presenti GPS con A-GPS (ciò permette l'uso di Google Navigator e molti altri navigatori presenti sul Market di Android), bussola digitale, DLNA, suite Documents to Go (per lettura di file Excel, Word, PDF e Powerpoint), accelerometro e sensore di prossimità, oltre che l'integrazione con i social network Facebook e Twitter.
Di seguito, le specifiche tecniche:
- Rete HSDPA a 7.2 Mbps
- Processore Qualcomm Snapdragon QSD 8250 a 768 MHz
- RAM 256 MiB (512 nella versione E)
- ROM 512 MiB
- Memoria esterna MicroSD espandibile fino a 32 GiB
- Fotocamera da 5 megapixel con autofocus e geolocalizzazione
- Schermo touchscreen capacitivo TFT da 3,5 pollici con risoluzione WVGA (800×480)
- A-GPS
- connessione Bluetooth 2.0+ EDR e A2DP per cuffie Bluetooth (Android 1.6)
- connessione Bluetooth 2.1 EPR e A2DP per cuffie Bluetooth (Android 2.1)
- connessione Wi-Fi b/g
- accelerometro
- bussola digitale
- sensore di luminosità
- sensore di prossimità
- batteria da 1350 mAh

## Confezione
All'interno della confezione di vendita troviamo:
- cavo dati (Mini USB nei primi modelli, micro-USB negli ultimi)
- auricolari stereo con jack da 3.5 millimetri
- caricatore da viaggio
- manuali e CD-ROM con pc suite
- MicroSD da 2 GiB o 16 GiB (a seconda della versione), con adattatore

## Estetica
La scocca del dispositivo è interamente in plastica.
Sotto lo schermo (in vetro) sono presenti 4 tasti a sfioramento (Home, Cerca, Indietro, Menu), fondamentali per l'uso del sistema operativo.
Sul lato destro è presente il bilanciere del volume e il tasto fotocamera, a doppia corsa, per la presenza dell'autofocus.
Sul lato sinistro troviamo il tasto di accensione\spegnimento: se premuto mette il cellulare in standby, mentre invece se premuto a lungo viene spento completamente.
Sul lato superiore sono presenti 3 led di notifica di SMS, Chiamate perse, Batteria, oltre che il jack da 3,5mm per le cuffie.
Infine, sul lato inferiore, c'è l'alloggiamento dell'entrata Micro\MiniUSB

## Disponibilità e costo
Il Liquid è disponibile nei negozi dal 7 dicembre 2009 al prezzo di 349€ con MicroSD da 2 GiB e di 399€ con MicroSD da 16 GiB nelle colorazioni bianco, nero e rosso.

Vodafone, dopo alcuni ritardi, ha messo in vendita la versione E con una MicroSD da 8 GiB al costo di 399€ nel giugno 2010.

## Aggiornamento ad Android 2.1
Nel luglio 2010 il Liquid in versione 1.6 ha ricevuto l'aggiornamento ad Android 2.1 Eclair che ne migliora le performance complessive, e garantisce un'esperienza d'uso ancora migliore, risolvendo alcuni (piccoli) difetti presenti sulla versione 1.6 Donut.
Con questo aggiornamento vengono implementati:
- supporto al multi-touch nella galleria, nel browser e in Google Maps (oltre che in tutte le applicazioni del Market che ne fanno uso)
- vibrazione delle 4 softkeys
- registrazione video in 480p (720x480)
- riproduzione video a 720p
- home a 5 pagine (su 1.6 erano 3) con sfondi animati
- tastiera Acer con 3 layout
- dialer con T9 intelligente per una ricerca rapida dei contatti

## Liquid E e Liquid E Ferrari
Nell'aprile 2010, al Mobile World Congress di Barcellona, è stata presentata una versione modificata del Liquid, il Liquid E, che monta il sistema operativo Android 2.1 Eclair e di 512 MiB di RAM. Ha le stesse migliorie apportate al Liquid normale dopo l'aggiornamento a 2.1.
A inizio giugno 2010 viene presentata una versione speciale del Liquid E, il Liquid E Ferrari Special Edition, interamente rosso, con il logo della scuderia di Maranello situato sulla cover posteriore e con alcune personalizzazioni a livello software